# Iso Lauttajärvi
Iso Lauttajärvi är en sjö i kommunen Soini i landskapet Södra Österbotten i Finland. Sjön ligger 210,4 meter över havet. Den är 1,1 meter djup. Arean är 52 hektar och strandlinjen är 3,69 kilometer lång. Sjön  ingår i Kymmene älvs huvudavrinningsområde.   Den ligger omkring 80 kilometer öster om Seinäjoki och omkring 290 kilometer norr om Helsingfors. 